# Cortinarius lewisii
Cortinárius lewísii (лат.) — гриб семейства паутинниковые (Cortinariaceae). Включён в подрод Leprocybe рода Cortinarius.

## Описание
- Шляпка 1—4,5 см в диаметре, выпуклой, затем широко-выпуклой и почти плоской формы, с широким бугорком в центре, со сначала подвёрнутым краем и сухой, покрытой прижатыми чешуйками, поверхностью жёлтого или оранжево-жёлтого цвета. Кутикула шляпки 80—180 мкм толщиной, ярко-жёлтая в реактиве Мельцера, бесцветная в трёхпроцентном растворе KOH.
- Мякоть коричневатого цвета, нередко с редечным запахом, без особого вкуса.
- Гименофор пластинчатый, пластинки узко-приросшие, часто расположенные, сначала беловатого, затем жёлтоватого и ржаво-коричневого цвета.
- Ножка 4—8 см длиной и 0,3—1,1 см толщиной, почти ровная или немного утолщающаяся книзу, сухая, светло-оранжевого или кремового цвета. Кортина сначала белого, затем жёлтого цвета, после исчезновения оставляет кольцевидную зону на ножке.
- Споровый порошок ржаво-коричневого цвета. Споры 6—7,5 × 5—6 мкм, жёлто-коричневого цвета, шаровидные, с покрытой бородавками поверхностью.
- Пищевые качества либо токсические свойства не изучены.

## Экология и ареал
Произрастает небольшими группами, на земле в смешанных лесах, с мая по октябрь. Известен из юга Северной Америки.

## Сходные виды
- Cortinarius delibutus Fr., 1838 отличается слизистой шляпкой и отсутствием запаха у мякоти.